# Hatakeyama Yoshitaka
Hatakeyama Yoshitaka (畠山義隆?; 1557 – 1576) è stato un samurai giapponese del periodo Sengoku, appartenente al ramo Noto-Hatakeyama della provincia di Noto.

## Biografia
Yoshitaka divenne l'undicesimo capo del clan Noto-Hatakeyama dopo l'uccisione del fratello Yoshinori nel 1574 probabilmente per mano del clan Cho. Tuttavia gli eventi precipitarono e Uesugi Kenshin invase la provincia di Noto. Alcune fonti riportano che fu ucciso nel 1576 dal clan Cho mentre altre affermano che commise seppuku nel 1577 dopo che Kenshin mise sotto assedio il castello di Nanao.